# What's This Life For
What's This Life For è un singolo del gruppo musicale statunitense Creed, pubblicato nel 1998.

## Il brano
Il brano è stato estratto dall'album di debutto My Own Prison.
La canzone, scritta da Scott Stapp e Mark Tremonti, riguarda un loro amico morto suicida.
Una versione censurata è presente nella raccolta Greatest Hits.
La canzone è udibile nel film Halloween - 20 anni dopo.